# Espai de la via mètrica
L'Espai de la via mètrica és un museu dedicat a la història de la xarxa ferroviària coneguda avui con a Línia Llobregat-Anoia. Es troba a Martorell, un important nus de comunicacions ferroviari, al costat de les estacions Martorell-Central de Ferrocarrils de la Generalitat de Catalunya i Martorell-Central d'ADIF. S'hi exposen la major part de vehicles històrics preservats, que abans es trobaven emmagatzemats a diversos indrets.

## Història

### Formació de la col·lecció de material històric
Ferrocarrils de la Generalitat de Catalunya disposa d'una àmplia col·lecció de vehicles ferroviaris històrics, que van prestar servei a les diferents línies que actualment formen la seva xarxa. No obstant, l'inici de la formació d'aquesta col·lecció es deu a una entitat externa, sense ànim de lucre, que és l'Associació d'Amics del Ferrocarril de Barcelona (AAFCB).
L'any 1972, l'AAFCB es va fer càrrec del primer vehicle ferroviari, l'automotor elèctric Brill 18, cedit per l'empresa privada Ferrocarriles de Cataluña S.A., que en aquell moment explotava l'actual línia Barcelona-Vallès. El 1973 va adquirir a FEVE (que llavors operava la línia Llobregat-Anoia) la locomotora de vapor Garratt 106, mitjançant una aportació econòmica extraordinària dels seus socis de 160.000 Pessetes. I l'any 1978 va adquirir altres dos vehicles d'aquesta xarxa: la locomotora de vapor Berga 31 i la locomotora elèctrica 304. El febrer de 1981, amb la col·laboració d'FGC, va organitzar els primers trens especials a la línia Llobregat-Anoia amb la locomotora 304 i dos cotxes del tipus Martorell, que FGC conservaba en estat de marxa. El següent mes de novembre s'hi va afegir a aquests trens especials la locomotora de vapor Berga 31. L'any 1987, l'AAFCB i FGC van signar un contracte de col·laboració per la preservació i operació dels trens històrics a la seva xarxa.
Va ser llavors quan FGC es va implicar completament en les tasques de preservació i posada en valor dels trens històrics de les seves línies, començant a formar la col·lecció existent, restaurant diversos vehicles i operant diversos productes turístics amb els seus trens històrics. Els primers vehicles restaurats en estat de marxa per FGC van ser l'automotor elèctric Brill 301, de la línia Barcelona-Vallès, el 1987; i la locomotora de vapor 22 procedent del desaparegut ferrocarril Olot-Girona el 1988 que, malgrat no ser originaria de les línies d'FGC, va passar a formar part del seu material històric, gràcies a un conveni amb l'ajuntament d'Olot, per tal de recolzar a la Berga 31 en el remolc dels trens històrics.
A més dels freqüents trens especials noliejats per les associacions d'amics del ferrocarril, va començar llavors un ampli programa d'explotació de trens històrics, tant destinats al públic en general (circulació programada regular alguns diumenges) com a escoles (circulació en dies feiners, de dimarts a divendres), que normalment feient el recorregut entre les estacions de Martorell-Enllaç, Monistrol de Montserrat i tornada, especialment a partir de l'any 1997, amb la restauració de la locomotora de vapor Monistrol 209. Es va establir una col·laboració amb el Museu de la Ciència i de la Tècnica de Catalunya per la difusió d'aquests serveis, i es va editar tota una sèrie de material didàctic pels viatges amb escolars, embrió del que després va ser el programa escolar d'FGC anomenat "El tren de l'ensenyament".
L'any 1995 es va confeccionar el primer Catàleg de material històric d'FGC, un document on quedaven recollits tots els vehicles que l'empresa preservaba per la seva explotació o futura exhibició en algun museu. Aquest catàleg s'ha anat actualitzant i ampliant successivament, amb la incorporació de nous vehicles a mesura que s'anaven retirant del servei. En la versió de 2021 inclou 78 vehicles.
Als anys noranta es va habilitar una antiga nau existent al recinte de l'estació de Martorell-Central, on hi havia hagut el taller central de la CGFC, per tal de guardar a cobert la major part dels vehicles històrics de la línia Llobregat-Anoia. Disposava de tres vies connectades al ramal que llavors enllaçava les estacions de Martorell-Enllaç i Martorell-Central.
Aquesta instal·lació es va tenir que desallotjar l'any 2003, quan van començar les obres de la variant de traçat entre les estacions de Martorell-Vila i Martorell-Enllaç, amb la construcció d'una estació nova a Martorell-Central. El material preservat es va estacionar a diversos indrets, principalment a les vies de l'estació de Martorell-Enllaç.
El 2009 es va construir una nova nau a l'estació de Manresa-Alta per guardar sota cobert una part del material històric. Disposa de tres vies de 60 metres de longitud, que no estan connectades a les de l'estació. Per tant, l'única manera de moure els vehicles és mitjançant grues i camions.
El maig de 2011 va circular el darrer tren de vapor per la xarxa Llobregat-Anoia, després que s'avariés la única locomotora que en aquell moment estava en servei (la Monistrol 209). La situació econòmica, i un canvi en la política de trens històrics de l'empresa, va fer que no es reparés la locomotora i que es suspengués aquest servei, que alguns anys havia arribat a posar en circulació un centenar de trens. El 29 de desembre de 2012 va circular per darrer cop la locomotora elèctrica 304 i, des de llavors, l'únic tren històric en servei va ser el format per la locomotora dièsel 1003 i diversos cotxes de fusta, tot i que en els deu darrers anys no ha fet ni deu viatges.

### Construcció del museu

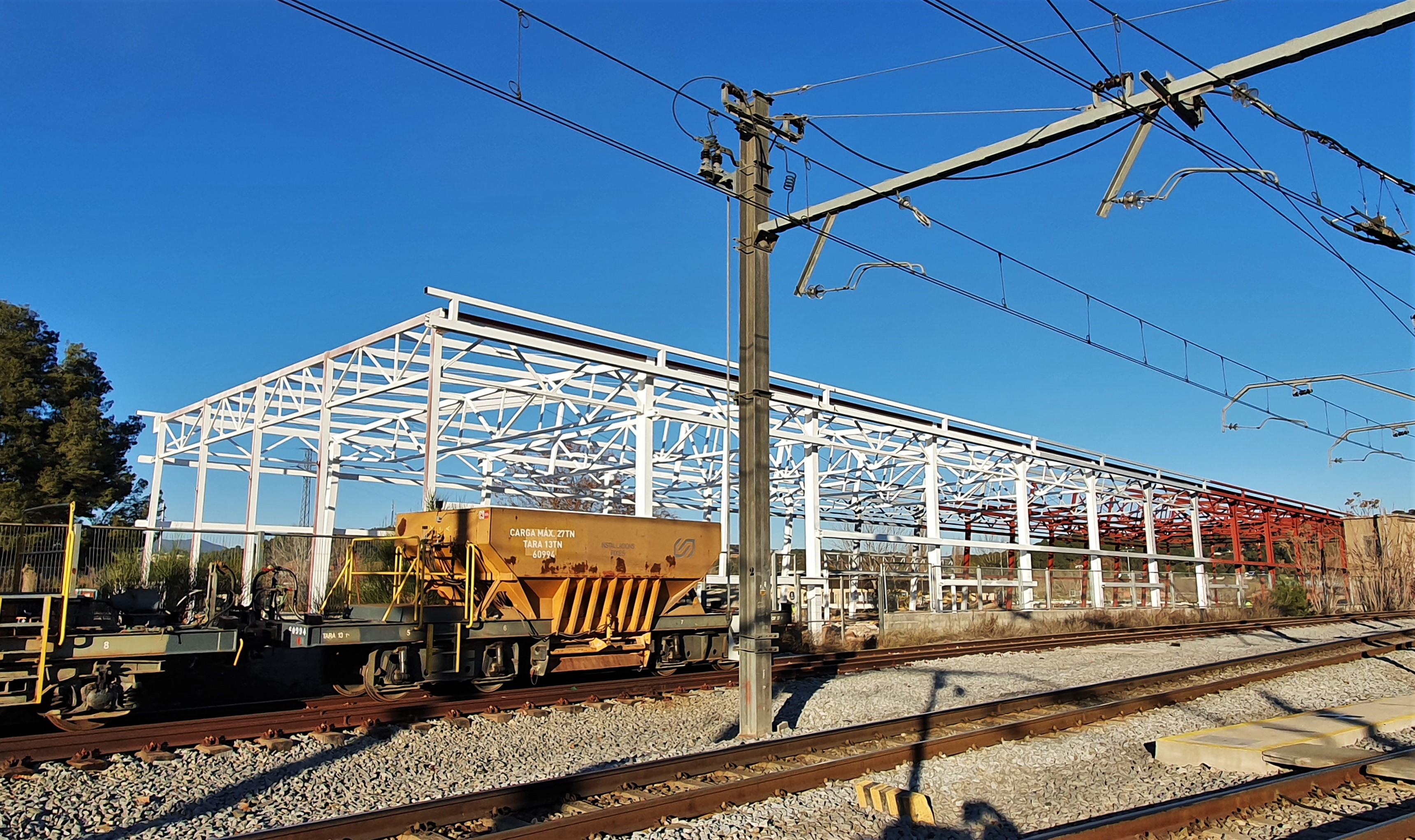
Estat de construcció de l'edifici l'11 de gener de 2022.

Malgrat que des de feia anys es parlava de construir un museu pels trens històrics de la línia Llobregat-Anoia, i que fins i tot a la memòria d'FGC de l'any 2007 s'esmentava la construcció d'una nau per a material històric a Martorell, no va ser fins a l'any 2019 que es va anunciar la seva construcció, en el marc de la vuitena Jornada de Patrimoni Històric Ferroviari, celebrada el 4 d'octubre a Móra la Nova.
El 29 de maig de 2020, FGC va teure a licitació pública la construcció de la nau del museu, amb un pressupost de 2.417.874,53 € amb IVA. El 15 de gener de 2021 es va adjudicar l'execució de l'obra a l'empresa Romero Polo, per un import de 2.012.009, 19 € amb IVA i un termini d'execució de vuit mesos i mig, a comptar des de la signatura de l'acta de replanteig. El contracte es va formalitzar el següent dia 25. El mateix dia 15 es va adjudicar la direcció d'obra a Colomer-Rifà, per un import de 103.346,10 € amb IVA.
El 29 de juny de 2021 es van adjudicar els treballs de restauració estètica d'una part del material que s'exposarà al museu. El lot 1 es va adjudicar a APPFI Gestió de Projectes SL (entitat que gestiona el Museu del Ferrocarril a Móra la Nova) per 185.113,69 € amb IVA; el lot 2 a ARMF Mantenimiento y Proyectos Ferroviarios S.L. per 232.320,00 € amb IVA; i el lot 3 va quedar desert.
Les obres de construcció varen avançar amb retard, i al gener de 2022 només s'havia acabat l'estructura de l'edifici. Finalment, la obra civil es va acabar el maig d'aquell any.
El trasllat dels vehicles que s'hi exhibeixen va començar poc després, i es va allargar fins a la primera setmana del mes de març de 2023.
El museu es va obrir al públic per primer cop el dissabte 11 de març de 2023, tot i que es va restringir a les persones treballadores i familiars d'FGC.
La inauguració oficial es va fer el dissabte 18 de març de 2023, amb presència del Conseller del Departament de Territori de la Generalitat de Catalunya, l'alcalde de Martorell i el President de Ferrocarrils de la Generalitat de Catalunya. És previst incorporar el museu dins del programa d'activitats del Tren de l'Ensenyament, adreçat a escolars. A partir de l'octubre de 2023, s'obre al públic en general amb visites concertades alguns dissabtes.

## Edifici
L'edifici és una estructura rectangular de 106 metres de llarg i 21 d'amplada, dins del qual hi ha tres vies. Disposa d'instal·lacions complementàries com consergeria, vestuaris, lavabos, cambra de neteja, magatzem i una sala polivalent per visites. És previst construir posteriorment un altell interior. Està format per una estructura metàl·lica amb quinze pòrtics d'acer, amb un tancament amb perfils d'acer i fusteria metàl·lica d'alumini, amb finestres i claraboies. La façana nord (on hi ha l'accés pel públic) disposa d'una gran superficie de vidre, mentre que la façana sud, pel costat de les estacions, tindrà unes petites finestres.
Les tres vies es prolonguen cap a l'exterior de l'edifici per la façana oest, per poder realitzar en aquesta zona la descàrrega del material ferroviari a exposar, atès que no té connexió ferroviària amb la línia Llobregat-Anoia. Aquesta façana disposa de tres portes de grans dimensions per l'accés dels vehicles ferroviaris.

## Col·lecció
El museu allotja els següents vehicles:
| Imatge | Tipus                                      | Número          | Any construcció | Fabricant                                         | Observacions |
| ------ | ------------------------------------------ | --------------- | --------------- | ------------------------------------------------- | --- |
|        | Locomotora de vapor 030T                   | 31 "Berga"      | 1902            | MTM                                               | Propietat de l'AAFCB. Va estar en servei remolcant trens històrics a FGC entre els anys 1981 i 1998.                      |
|        | Locomotora de vapor 130+031T               | 106 "Garratt"   | 1925            | Saint Léonard                                     | Propietat de l'AAFCB. |
|        | Locomotora de vapor 131T                   | 22 "Olot"       | 1926            | MTM                                               | Procedeix del carrilet d'Olot a Girona. Va estar en servei remolcant trens històrics a FGC entre els anys 1988 i 2006.    |
|        | Locomotora de vapor 131T                   | 206 "Monistrol" | 1948            | Energie                                           | Va estar en servei remolcant trens històrics a FGC entre els anys 1997 i 2011.                                            |
|        | Locomotora dièsel                          | 254.02          | 1990            | Meinfesa                                          | Al museu des del 3 d'agost de 2023, després de ser retirada del servei comercial.                                         |
|        | Locomotora dièsel                          | 1003            | 1955            | Alsthom                                           | Al museu des del 3 d'agost de 2023, malgrat que es preveia la seva circulació com a locomotora històrica.                 |
|        | Tractor dièsel                             | 811             | Anys 50         | Metalúrgia de San Martín S.A.                     | |
|        | Locomotora elèctrica                       | 304             | 1926            | Braine-leComte i Ganz                             | Propietat de l'AAFCB. Va estar en servei remolcant trens històrics a FGC entre els anys 1981 i 2012.                      |
|        | Automotor elèctric                         | 5105            | 1959            | SECN i Cenemesa                                   | Durant un temps va estar renumerat com a 5001.                                                                            |
|        | UT elèctrica                               | 211.04          | 1988            | MACOSA                                            | |
|        | Cotxe de viatgers                          | C-5             | 1893            | Material para Ferrocarriles y Construcciones S.A. | |
|        | Vagó cisterna de bogis                     | HGwt 901        | 1925            | Marcinelle                                        | Fabricat originalment com a vagó tancat HG-614, i transformat en 1967 com a cisterna HG-901. Renumerat a FGC com a 60.901 |
|        | Vagó tancat de bogis                       | Kwt 608         | c. 1925         | La Meuse                                          | |
|        | Vagó plataforma de bogis                   | HG 630          | 1925-1926       | Marcinelle                                        | Antic vagó tancat HG.630, en servei fins fa poc amb el número 60.709.                                                     |
|        | Vagó cisterna de dos eixos                 | Uw 905          | 1931            | MMC                                               | Va ser un vagó de propietat particular (UEE i després ERT) dins del parc de la CGFC.                                      |
|        | Vagó de dos eixos pel transport de carbó   | U 269           | 1945            | MFC                                               | Va ser un vagó de propietat particular (La España Industrial) dins del parc de la CGFC.                                   |
|        | Vagó sitja de ciment de dos eixos          | Xw 501          | Anys 60         | CGFC                                              | |
|        | Vagó de dos eixos pel transport de potassa | Mw 405          | 1967            | CGFC                                              | |
|        | Vagó de dos eixos pel transport de sal     | 63.039          | 1986            | CAF                                               | |